# William S. Demchak
William Stanton Demchak, född 1963, är en amerikansk företagsledare som är styrelseordförande, president och VD för den amerikanska bankkoncernen PNC Bank och dess holdingbolag The PNC Financial Services Group, Inc.
Han inledde sin yrkeskarriär med att vara anställd på J.P. Morgan Chase och hade höga chefspositioner samt var ledamot i koncernstyrelsen. 2002 blev han anställd hos PNC som finansdirektör och utsågs samtidigt till vice styrelseordförande för deras koncernstyrelse. 2003 blev han invald som ledamot i fondförvaltaren Blackrock, Inc.:s koncernstyrelse. 2012 utsågs han till president och året efter till VD. 2014 valdes han till styrelseordförande för hela koncernen.
Demchak avlade en kandidatexamen vid Allegheny College och en master of business administration vid University of Michigan.